# 김종환 (약사)

## 개요
대한민국의 약사 사회복지사로 서초구약사회장 서울시약사회장을 역임하였다. 현재 대한약사회 부회장

## 이력
1960년 광주 출생으로 성균관대학교 약학대를  졸업했다. 성균관대학교 사회복지대학원 석사 과정을 거쳐 성균관대학교 사회복지대학원 박사이다. 2010년 서초구약사회 회장. 한약조제약사회 부회장. 서울마약퇴치운동본부 본부장  한국마약퇴치운동본부 부이사장. 서울특별시약사회 회장을 역임 했다.